# Póvoa de Varzim
Póvoa de Varzim este un oraș în Portugalia de nord, la 25 km nord de Porto. Este denumit uneori în mod greșit Póvoa do Varzim.

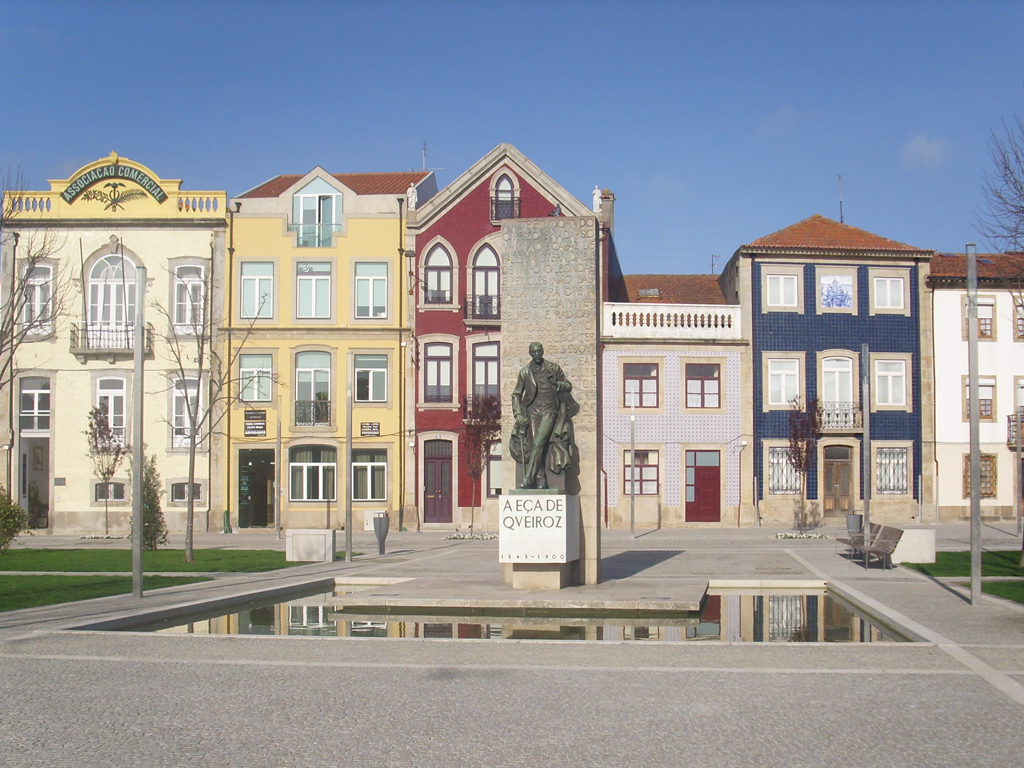
Statuia lui Eça de Queirós din Póvoa de Varzim

În acest oraș s-a născut la 25 noiembrie 1845 scriitorul Eça de Queirós.
Vezi și: Listă de orașe din Portugalia
1. ↑  , Instituto Nacional de Estatística[*] https://www.ine.pt/xportal/xmain?xpid=INE&xpgid=ine_indicadores&indOcorrCod=0008350&selTab=tab0, accesat în 19 septembrie 2018 Lipsește sau este vid: |title= (ajutor)